# مسعود خسروی‌نژاد
مسعود خسروی‌نژاد (زادهٔ ۲۵ مارس ۱۹۸۰) ورزشکار جودو اهل ایران است.وی نماینده جودوی ایران در بازی‌های المپیک تابستانی ۲۰۰۴ بود.